# Dōshu
Dōshu (道主?) este un titlu în artele marțiale, care se folosește cu sensul de „maestru al căii”.

## Aikidō
În aikidō, de exemplu, dōshu este un titlu ereditar purtat de conducătorul Aikikai.
Până acum trei oameni au deținut acest rol:
- Morihei Ueshiba, de la prima folosire a titlului până în 1969.
- Kisshomaru Ueshiba, din 1969 până în 1999.
- Moriteru Ueshiba, din 1999 până în prezent.

Păstrând sistemul iemoto, când fondatorul artei marțiale aikidō, Morihei Ueshiba, a murit în 1969, fiul său Kisshomaru a devenit al doilea dōshu.  Când Kisshomaru a murit în 1999, fiul său Moriteru a preluat rolul.  Moriteru se așteaptă să fie urmat la succesiune ca dōshu, de către fiul său Mitsuteru Ueshiba.